# Ceratagallia pallida
Ceratagallia pallida är en insektsart som beskrevs av Paul W. Oman 1933. Ceratagallia pallida ingår i släktet Ceratagallia och familjen dvärgstritar. Inga underarter finns listade i Catalogue of Life.